# Stephanie Amelia Starkenfels de la Roche
Stephanie Amelia (von) Starkenfels de la Roche foi uma nobre francesa, fundadora da Congregação das Irmãs da Divina Providência juntamente com Wilhelm von Ketteler, bispo de Mogúncia, em 1851.
Foi a primeira líder da comunidade e adotou o nome relioso de "Madre Maria".